# Scuola elementare Alessandro Manzoni
La scuola elementare Alessandro Manzoni, già Mario Guglielmotti, è un edificio scolastico di Roma situato in via Vetulonia, nel quartiere Appio-Latino.
Ospita la sede principale dell'Istituto Comprensivo Statale "Alessandro Manzoni".

## Storia
L'edificio fu costruito nel 1932 lungo via Vetulonia, vicino alle Mura aureliane, su un'area di 10.000 m² su progetto di Ignazio Guidi, commissionatogli dal Governatorato di Roma. Fu grazie a questo progetto e a quello della scuola Fratelli Garrone al Lido di Roma del 1934, che l'allora esordiente architetto si mise in mostra accendendo l'interesse della critica.

## Descrizione
L'edificio è in cemento armato con ampie vetrate, innovativo nella struttura e nei materiali utilizzati che fanno dell'edificio uno dei primissimi esempi dell'affermarsi in Italia del razionalismo europeo che poi si tradurrà nel più tipico razionalismo italiano, simbolo delle architetture del ventennio fascista a Roma. È rivestito da un intonaco originale e da una pittura grigio-azzurrina. Negli anni 1950 l'edificio subì rimaneggiamenti con l'aggiunta di un ulteriore piano. 
Gli infissi sono in legno, dagli ampi finestroni è visibile da destra il campanile della chiesa di San Giovanni a Porta Latina. Le sculture all'interno sono in bronzo e rappresentano la vecchia Roma sotto il fascismo. Sono opera dello scultore italiano Francesco Coccia (1902-1981) e sono visibili da entrambi i lati dell'entrata.

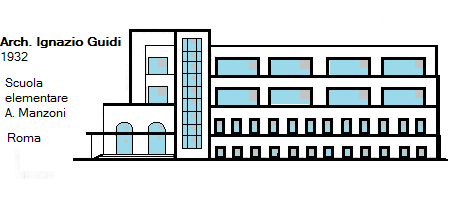
Rappresentazione grafica del prospetto originale rivolto verso Via Vetulonia